# Dragan Karanovic
Dragan Karanovic (* 26. Juli 1978 in Moers) ist ein ehemaliger deutscher Basketballspieler.

## Werdegang
Der 1,92 Meter große Flügelspieler war ab 1995 Mitglied des Bundesliga-Aufgebots von Bayer 04 Leverkusen. Karanovic nahm 1996 mit der deutschen Junioren-Nationalmannschaft an der Ausscheidungsrunde zur Europameisterschaft teil. Er spielte mit Leverkusen in der Bundesliga sowie in europäischen Vereinswettbewerben. 1996 wurde Karanovic mit der Mannschaft aus dem Rheinland deutscher Meister. 1998 verließ er Leverkusen, bis dahin hatte er 24 Bundesliga-Einsätze verzeichnet, in denen er im Schnitt 1,2 Punkte erzielte.
Karanovic widmete sich fortan Studium und Leistungssport an der Hawaii-Pacific-University in den Vereinigten Staaten. Er spielte bis 2002 für die Hochschulmannschaft.